# Debora e Sisara
Debora e Sisara è un'azione sacra per musica, ovvero dramma sacro in due atti, con musica di Pietro Alessandro Guglielmi su libretto di Carlo Sernicola. La prima esecuzione ebbe luogo al Teatro San Carlo di Napoli il 13 febbraio 1788 con la direzione di Michele Nasci, la scenografia di Domenico Chelli e il cast stellare che era reso possibile dalla posizione di primato di cui la piazza napoletana godeva allora sulla scena operistica internazionale.

## Le vicende storiche
Sotto il nome di "azione sacra" vennero presentati a Napoli, durante la Quaresima, a partire dagli anni '80 del Settecento e fino al primo biennio dell'Ottocento, drammi di argomento biblico che erano finalizzati ad evitare il divieto delle rappresentazioni sceniche durante il periodo penitenziale: "tali lavori differivano poco dalla contemporanea opera seria, eccetto che per l'argomento che era quello dell'oratorio tradizionale". Nell'ambito di questa tipologia operistica il successo di cui godé Debora e Sisara, rimase ineguagliato almeno fino alla rappresentazione del Mosè in Egitto rossiniano quarant'anni dopo, nel 1818: l'azione sacra di Guglielmi fu immediatamente rimessa in scena al San Carlo l'anno successivo e di essa sono ricordate almeno quaranta riprese, sia in forma scenica che in forma di "accademia", in città italiane, come Pisa (1790), Firenze e Roma (1791), Milano (Scala 1793), Livorno (1798) e Venezia (1806), nonché nelle principali capitali europee, da Varsavia e Praga (1791), a Vienna (1792), Londra (1795) e Lisbona (1796). Nel 1790 l'opera fu rappresentata a Siena, in una revisione secolarizzata, col titolo di Arsinoe e Breno.
Dopo un lungo periodo d'oblio, l'opera è stata riscoperta e riproposta parzialmente (Sinfonia ed Introduzione, seguite da un'aria, due cori ed il finale) da Filiberto Pierami nell'ambito del Festival "Lunatica" nel luglio 2000, nel Duomo di Carrara. L'Orchestra era Filarmonica di Stato "Dinu Lipatti" di Satu Mare (Romania); soprano (Debora), Lorena Campari; soprano (Giaele), Enrica Bassano; tenore (Alcimo/Aber), Alessandro Poletti. Il coro era l'Associazione corale massese "Pietro Alessandro Guglielmi", maestro del coro: Paolo Biancalana). Il 15 maggio 2015 è stata nuovamente eseguita, ma integralmente, nel Teatro comunale "Pietro Alessandro Guglielmi" di Massa, con repliche il 16 e 17 maggio a Firenze, nell'Auditorium di Santo Stefano al Ponte. In questa edizione, tutti i recitativi secchi sono stati sostituiti dal racconto di un narratore. Il direttore d'orchestra è stato sempre lo stesso Pierami, a capo dell'Orchestra da camera fiorentina e dell'Associazione corale massese "Pietro Alessandro Guglielmi" (maestro del coro: Paolo Biancalana). I solisti: soprano (Debora), Lorena Campari; soprano (Giaele), Alessandra Meozzi; tenore (Sisara), Maurizio Saltarin; tenore (Alcimo), Nicola Pisaniello; tenore (Araspe) Gianni Scardoni; tenore (Aber) Giorgio Tamburelli; basso (Barac), Valentino Perera; narratore, Matteo Procuranti.

## Personaggi e interpreti
| Ruolo  | Registro vocale del primo interprete | Cast della prima, 13 febbraio 1788 (Direttore: Michele Nasci - scenografo: Domenico Chelli) |
| ------ | ------------------------------------ | ------------------------------------------------------------------------------------------- |
| Debora | soprano                              | Brigida Giorgi Banti                                                                        |
| Sisara | tenore                               | Giacomo David                                                                               |
| Alcimo | soprano castrato                     | Girolamo Crescentini                                                                        |
| Giaele | soprano                              | Lucia Celeste Trabalza                                                                      |
| Barac  | basso                                | Giuseppe Trabalza                                                                           |
| Araspe | soprano castrato                     | Silvestro Fiaminghi (o Fiamenghi)                                                           |
| Aber   | tenore                               | Pasquale di Giovanni                                                                        |
| coro   |                                      |                                                                                             |

## Arie particolarmente significative
- Ah qual viltade è questa Introduzione: Debora, Aber, Giaele e Coro
- Sento già qual voce in seno Atto I,(Debora con Flauto obbligato)
- Se per man d'una donna Atto I,(Barac)
- Tuoni il Cielo a' danni miei Atto I, scena VI (Sisara)
- Non merta il mio amore Atto I, (Alcimo)
- A compir già vo l'impresa Atto II,(Debora, con arpa obbgata)